# Rhaphiptera alvarengai
Rhaphiptera alvarengai es una especie de escarabajo longicornio del género Rhaphiptera, tribu Pteropliini, subfamilia Lamiinae. Fue descrita científicamente por Fragoso & Monné en 1984.
La especie se mantiene activa durante los meses de agosto, septiembre y octubre.

## Descripción
Mide 10,4 milímetros de longitud.

## Distribución
Se distribuye por Brasil y Guayana Francesa.